# Locomotiva FS 653
Le locomotive gruppo 653 erano locomotive a vapore con tender, di rodiggio 2-3-0, che le Ferrovie dello Stato italiane acquisirono in conto riparazioni di guerra, dopo il 1919, dalla Südbahngesellschaft (SB).

## Storia
Le locomotive erano state commissionate nel 1909 dal direttore di "trazione" della Südbahn, Eustace Prossy, allo scopo di sostituire le ormai datate locomotive 2'C della serie 32f nel traino dei treni passeggeri pesanti sulle linee di montagna. Il progetto venne elaborato da Ernst Prossy e Hans Steffan della importante fabbrica austriaca (StEG e ad essa vennero poi associate nella costruzione anche la Wiener Neustadt e la Floridsdorf. Le locomotive vennero assegnate agli impianti di Vienna, Innsbruck, Maribor e Trieste.

In seguito ai risarcimenti conseguenti alla prima guerra mondiale 13 unità pervennero alle FS italiane, che le classificarono nel gruppo 653 utilizzandole fino alla seconda guerra mondiale tra il 1939 e il 1940 nelle linee afferenti a Trieste, Udine.

## Caratteristiche
Le locomotive erano a vapore surriscaldato, a 2 cilindri e semplice espansione. La distribuzione era a cassetto cilindrico con meccanismo di azionamento di tipo Walschaerts-Heusinger. La coppia motrice veniva applicata sul secondo asse mediante biella motrice e trasmessa a tutti e tre gli assi motori mediante bielle di accoppiamento. Il terzo asse era messo in grado di traslare trasversalmente per una migliore inscrizione in curva. Il carrello anteriore era a due assi.

## Corrispondenza locomotive ex SB e numerazione FS[2]
| Numero e gruppo FS | numero e gruppo SB | Fabbrica      | anno di fabbricazione | Demolizione o alienazione |
| ------------------ | ------------------ | ------------- | --------------------- | ------------------------- |
| 653.001            | 109.01             | Steg          | 1909                  | 1940                      |
| 653.002            | 109.02             | Steg          | 1909                  | 1940                      |
| 653.003            | 109.03             | Steg          | 1909                  | 1940                      |
| 653.004            | 109.04             | Steg          | 1909                  | 1940                      |
| 653.005            | 109.05             | Steg          | 1909                  | 1940                      |
| 653.006            | 109.07             | Steg          | 1911                  | 1939                      |
| 653.007            | 109.08             | Steg          | 1911                  | 1940                      |
| 653.008            | 109.09             | Steg          | 1911                  | 1940                      |
| 653.009            | 109.18             | Wiener Neust. | 1912                  | 1940                      |
| 653.010            | 109.35             | Floridsdorf   | 1913                  | 1939                      |
| 653.011            | 109.36             | Floridsdorf   | 1913                  | 1939                      |
| 653.012            | 109.34             | Floridsdorf   | 1913                  | 1939                      |
| 653.013            | 109.37             | Floridsdorf   | 1913                  | 1940                      |